# 더블샤크
더블샤크(2-Headed Shark Attack)는 2012년 공개된 미국의 공포 영화이다. 프로레슬러 헐크 호건의 딸인 브룩 호건이 주연으로 출연한다.
2015년 후속작 트리플 샤크(3-Headed Shark Attack)가 공개되었다.

## 줄거리
대학생들이 참여하는 해양 탐사 프로그램 'Semester at Sea'의 배 'Sea King'호가 항해 중 죽은 상어에 부딪혀 선체가 손상되고, 설상가상으로 두 개의 머리를 가진 거대한 백상아리가 배를 공격하면서 이야기가 시작된다. 무선 안테나가 파손되어 외부와 연락이 끊긴 채, 학생들과 교수 부부는 작은 배를 이용하여 근처의 무인도로 피신하게 된다.
무인도에서 생존을 위해 배를 수리하려던 학생들은 두 머리 상어의 공격에 속수무책으로 희생된다. 섬이 지진으로 인해 가라앉기 시작하자, 생존자들은 필사적으로 탈출을 시도한다. 두 대의 보트를 발견했지만, 학생 중 일부가 탐욕에 눈이 멀어 다른 일행을 버리고 먼저 도망가면서 생존자 그룹은 분열된다.
결국 섬에서 탈출하기 위해 배를 수리하는 과정에서 또 다시 상어의 공격이 이어지고, 배를 수리한 후 홀로 도망간 학생은 상어에게 잡아먹힌다. 남은 사람들은 가라앉는 섬에서 탈출하려고 하지만, 쓰나미와 함께 상어가 들이닥쳐 살아남은 학생들마저 속수무책으로 공격당한다.
생존자 중 일부는 마지막까지 저항하지만, 결국 상어에게 희생된다. 최종적으로 남은 두 명의 학생은 상어에게 대항하다가 한 명의 희생으로 상어를 겨우 물리치고, 조난 신호를 받은 헬리콥터에 의해 구조되며 영화는 마무리된다.

## 출연

### 주연
- 브룩 호건
- 데이비드 갈러고스
- 크리스티나 바흐

### 조연
- 카르멘 일렉트라
- 찰리 오코넬
- 제럴드 웹
- 로렌 베라